# Perevolocina, Prîlukî
Perevolocina (în ucraineană Переволочна) este o comună în raionul Prîlukî, regiunea Cernihiv, Ucraina, formată numai din satul de reședință. În secolul al XIX-lea, satul făcea parte din volostul Perevolocina, uezdul Prîlukî.

## Demografie
Componența lingvistică a comunei Perevolocina
     Ucraineană (98,4%)
     Rusă (1,6%)
Conform recensământului din 2001, majoritatea populației comunei Perevolocina era vorbitoare de ucraineană (98,4%), existând în minoritate și vorbitori de rusă (1,6%).